# Гіперболічні кватерніони
|   | i  | j  | k  |
| - | -- | -- | -- |
| i | 1  | k  | −j |
| j | -k | 1  | i  |
| k | j  | -i | 1  |

Гіперболічні кватерніони — чотиривимірні гіперкомплексні числа виду {\displaystyle \ a+bi+cj+dk,} де
{\displaystyle \ a,b,c,d} — дійсні числа,
{\displaystyle \ i,j,k} — уявні одиниці.
де
{\displaystyle i^{2}=j^{2}=k^{2}=+1}  та елементи {i, j, k} перемножаються антикомутативно:
{\displaystyle ij=k=-ji}
{\displaystyle jk=i=-kj}
{\displaystyle ki=j=-ik}
Ця алгебра має деякі спільні властивості з більшою і старішою алгеброю бікватерніонів. Вони обидві містять підалгебру подвійних чисел.
Александер Макфайлейн почав використовувати це поняття в 1890-их в своїй «Algebra of Physics», спочатку в American Association for the Advancement of Science в 1891, потім в 1894 в своїй книзі  «Papers in Space Analysis».

## Властивості
- Це алгебра не є асоціативною, і навіть альтернативною, наприклад:

{\displaystyle (ij)j=kj=-i}, але {\displaystyle i(jj)=i}.
- Оскільки квадрати уявних одиниць є дійсними числами і є властивість їх антикомутативності, то ця алгебра є степенево-асоціативною.